# Лаутер (Саксонија)
Лаутер (њем. Lauter/Sa.) град је у њемачкој савезној држави Саксонија. Једно је од 69 општинских средишта округа Ерцгебирге. Према процјени из 2010. у граду је живјело 4.791 становника. Посједује регионалну шифру (AGS) 14521350.

## Географски и демографски подаци
Лаутер се налази у савезној држави Саксонија у округу Ерцгебирге. Град се налази на надморској висини од 480 метара. Површина општине износи 21,6 km². У самом граду је, према процјени из 2010. године, живјело 4.791 становника. Просјечна густина становништва износи 222 становника/km².